# Siennica (powiat Miński)

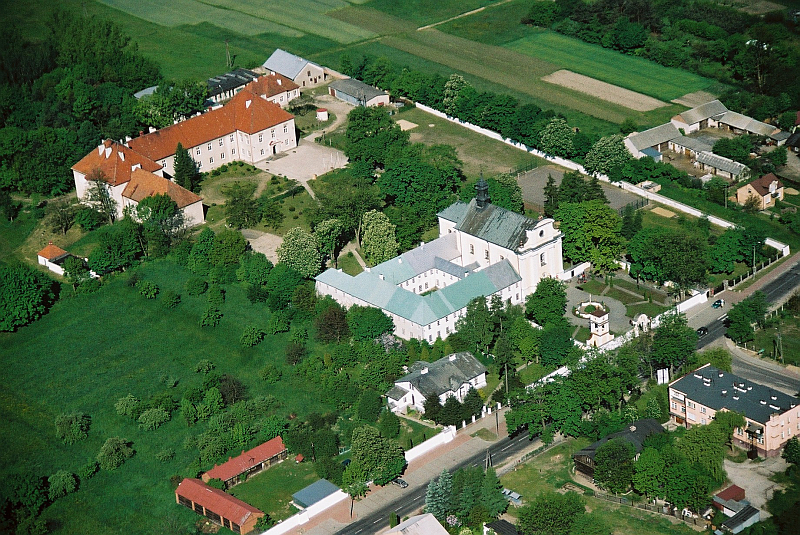

Siennica is een dorp in het Poolse woiwodschap Mazovië, in het district Miński. De plaats maakt deel uit van de gemeente Siennica en telt 2600 inwoners.